# 瓦茨拉托特
瓦茨拉托特，是匈牙利佩斯州所辖的一个村。总面积18.05平方公里，总人口1851，人口密度102.5人/平方公里（2011年1月1日）。